# Imiquimod
El imiquimod es una amina imidazoquinolina sintética inmunomoduladora (modificadora de la respuesta inmunitaria) eficaz para el tratamiento tópico de los condilomas acuminados y otros padecimientos dermatológicos.

## Mecanismo de acción
Cuando se aplica por vía tópica como crema al 5% en verrugas genitales en el ser humano, actúa como un ligando en receptores 7 de tipo Toll (TLR7) en el sistema inmunitario innato e induce respuestas locales de interferones α, β y γ, y factor de necrosis tumoral-α, y las interleucinas 1, 6, 8, 10 y 12; causa reducciones de la carga vírica y del tamaño de las verrugas. 
Carece de actividad antivírica o antiproliferativa in vitro pero induce citocinas y quimiocinas que tienen efectos antivíricos e inmunomoduladores. Muestra actividad antivírica en modelos animales después de administración tópica o sistémica.
En administración tópica (tres veces por semana hasta por 16 semanas), el imiquimod en crema produce eliminación completa de las verrugas genitales y perianales en cerca del 50% de los casos. Las tasas de respuesta son más altas en mujeres que en varones. La semivida hasta la eliminación es de ocho a 10 semanas; se observan recidivas con cierta frecuencia.

## Indicaciones
El imiquimod se aprobó en 1997 en Estados Unidos para tratar las verrugas genitales y se aplica a las lesiones genitales o perianales por lo común en un lapso de 16 semanas, y el ciclo se puede repetir según se necesite. También ha recibido aprobación su uso contra queratosis actínicas.
La guía clínica de la NCCN sobre Carcinoma de Células Basales, versión 2 del 2024, lo menciona como alternativa cuando la patología es de bajo riesgo (subtipo nodular o superficial), no obstante se destaca que la tasa de curación es aproximadamente un 10 % menor a la cirugía (77,9 y 80,4 %, en dos estudios, a los 5 años de seguimiento, y 82,5 % en un ensayo fase III. Todos estos estudios excluyendo la zona H facial), y solo debe emplearse cuando no existe extensión dérmica. La recurrencia del cáncer parece estar asociada con el grosor del tumor.
Al comparar el tratamiento tópico con imiquimod contra la fototerapia dinámica en el Carcinoma de Células Basales, un metaanálisis de 23 estudios randomizados y no randomizados no encontró diferencia en eficacia. En particular, subanálisis exploratorios han encontrado que la tasa de éxito fue significativamente mayor con imiquimod para tumores largos o troncales, por otro lado, la fototerapia dinámica demostró mejores resultados en el tratamiento de lesiones en las extremidades inferiores.
Por otro lado, un ensayo randomizado mostró que el éxito terapéutico fue más probable con imiquimod. Este último también demostró mejores resultados con este fármaco en comparación a la crema de 5-Fluorouracilo.

## Efectos secundarios
La aplicación guarda relación con eritema local en aproximadamente 20% de los pacientes, excoriación o descamación en 18 a 26%, escozor en 10 a 20%, ardor en 5 a 12% y con menor frecuencia en el caso de erosiones o ulceraciones. Prácticamente en todos los enfermos surgen reacciones irritantes y en algunos casos, edema, vesículas, erosiones o úlceras. Al parecer, el grado de inflamación es proporcional a la eficacia terapéutica del medicamento. No se han notificado efectos a nivel sistémico.
Podría activar el herpes genital tipo 2

## Uso en embarazo y lactancia
No existen hasta el momento estudios adecuados y bien controlados en mujeres embarazadas. El imiquimod no demostró ser teratogénico en estudios de teratogenicidad realizados en ratas y conejos. A dosis altamente tóxicas para las ratas madres (28 veces la dosis humana con base mg/m²), se observó una reducción de peso de la cría al nacer y retardo en la osificación. Se desconoce si el fármaco aplicado tópicamente se excreta con la leche materna.

## Uso veterinario
En medicina veterinaria se encuentra el medicamento es indicado para el tratamiento tópico en caninos y felinos inmunocompetentes con queratosis actínica, carcinoma de células escamosas, melanoma, hemangioma cutáneo fotoinducido y papilomas virales.